# Têt de Krän
Albums de Raoul Petite
Plus fort les guitares
(1994) Les Introuvables
(1996)

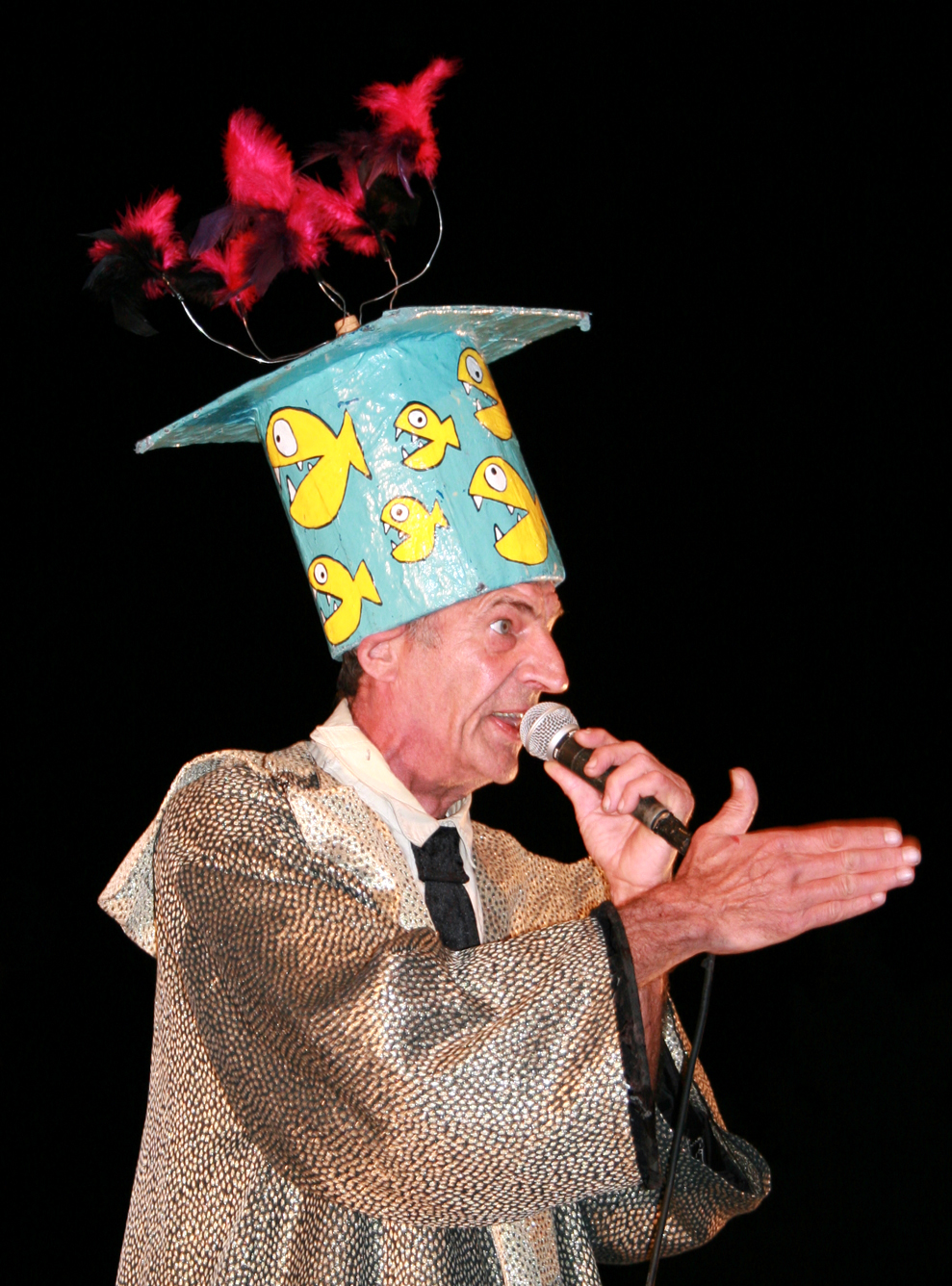
Carton en Mister Z

Têt de Krän est un album de Raoul Petite, enregistré en 1992 et sorti en 1995.
Il y a peu de changements dans le groupe par rapport aux albums précédents : Kelly-Ann remplace Agnès et Sylvie et il y a une nouvelle rythmique. Les nombreux sketches sont à la hauteur des précédents albums. Fred Tillard signe la majorité des compositions. Mister Z trahit l'influence de Frank Zappa sur le groupe.

## Liste des titres
1. Funny girl (3:42)
2. Je voudrais être aimé (3:37)
3. Laid (1:12)
4. Mister Z (6:52)
5. Pig nose (4:39)
6. Têt de kran (4:44)
7. Bulldozer (6:16)
8. Früstück intermezzo (1:06)
9. Fou de toi (3:42)
10. Le poulet (4:09)
11. Moi les avalanches, je les défonce avec ma bite (0:55)
12. Gino Pizza (6:03)
13. J'ai mal au cœur (2:58)
14. Le marché turc (3:30)

## Membres
- Carton (Christian Picard) : chant
- Keely-Ann Adamson : chant
- Iréne Porcu : chant
- Momo (Maurice Ducastaing) : saxophone
- Fabien Cartalade : trombone
- Alain Nicolas : clavier
- Marc Ceccaldi : guitare
- Fred Tillard : guitare
- Frédéric Fall : guitare basse
- Freddy Sicard : batterie